# Malmrusta
Malmrusta är en bergstopp i Antarktis. Den ligger i Östantarktis. Norge gör anspråk på området. Toppen på Malmrusta är 2 600 meter över havet.
Terrängen runt Malmrusta är varierad. Trakten är glest befolkad. Närmaste befolkade plats är Svea, 17,6 kilometer norr om Malmrusta. 